# Limbindning
Limbindning är en trådlös bindningsteknik för pocketböcker. Bokens inlaga består av lösa papper som enbart limmas i ryggen. Tekniken har förekommit under ett flertal namn, bland annat: Lumbecklimning och perfect binding.